# Робер Сиера
Роберто Мануел Сиера Хименес (на испански: Roberto Manuel Sierra Jiménez), по-познат просто като Робер Сиера (на испански: Rober Sierra), е испански футболист, който играе на поста централен полузащитник. Състезател на Стяуа Букурещ.

## Кариера
На 13 януари 2023 г. Сиера подписва с варненския Спартак (Варна). Дебютира на 11 февруари при загубата с 1:2 като домакин на Лудогорец.